# Maxera brunneoaspersus
Maxera brunneoaspersus är en fjärilsart som beskrevs av Griveaud och Pierre E.L. Viette 1961. Maxera brunneoaspersus ingår i släktet Maxera och familjen nattflyn. Inga underarter finns listade i Catalogue of Life.